# Renald Richard
Renald Richard (* 3. Mai 1925 in Thibodaux (Louisiana); † 26. November 2021 in Marco Island) war ein US-amerikanischer Jazz- und Rhythm-&-Blues-Musiker (Trompete, Komposition) und Songwriter. In Erinnerung bleibt er vor allem als Co-Autor des Ray-Charles-Hits „I Got a Woman“.

## Leben und Wirken
Richard, der in Louisiana aufwuchs, begann seine Karriere in New Orleans; als professioneller Trompeter tourte er mit vielen Gruppen, darunter seine Familienband, die Johnson Brothers (in der seine Cousins Ray und Plas Johnson spielten), außerdem mit Guitar Slim und Ivory Joe Hunter. Richard trat 1954 der Ray-Charles-Band bei und war bald Charles’ erster Bandleader und Solotrompeter. Sie tourten durch den Süden und Westen der USA und „I Got a Woman“ wurde Charles’ erster Nummer-1-Hit in den Vereinigten Staaten. Richard und Charles hatten sich gemeinsam den Songtext ausgedacht, während sie durch Indiana gefahren waren. Mit Ray Charles schrieb er weitere Songs wie „Gold Digger“, 2005 ein Nummer-eins-Hit für Kanye West.
Weitere Songs, die Richard schrieb, sind „Down Through the Years“, „Greenback Dollar Bill“, „Lottie-Mo“, „Teen Age Letter“ und „A Trumpet Blows Away the Blues“.
Nach seiner Arbeit mit Charles kehrte Richard nach Louisiana zurück, um als Highschool-Lehrer zu arbeiten. Kurzzeitig war er auch als Talentscout für Atlantic tätig. 2005 nahm er mit Don Vappie auf. Dann zog er nach New York, um seine letzten Jahre ab 2007 in Südflorida zu verbringen. Er war in der lokalen Musikszene aktiv und trat oft mit Bands wie den Naples Jazzmasters auf. Zu Richards zahlreichen Erfolgen zählen Auftritte von 1990 bis 2008 beim New Orleans International Jazz Festival. Außerdem wurde er 2012 von der Berklee School of Music in Boston für seine Arbeit mit Ray Charles und 2015 von der Naples Jazz Society für seine Beiträge zur Jazzmusik geehrt.